# Selby (Dakota del Sur)
Selby es una ciudad ubicada en el condado de Walworth en el estado estadounidense de Dakota del Sur. En el Censo de 2010 tenía una población de 642 habitantes y una densidad poblacional de 348,14 personas por km².

## Geografía
Selby se encuentra ubicada en las coordenadas 45°30′21″N 100°1′59″O / 45.50583, -100.03306. Según la Oficina del Censo de los Estados Unidos, Selby tiene una superficie total de 1.84 km², de la cual 1.84 km² corresponden a tierra firme y (0%) 0 km² es agua.

## Demografía
Según el censo de 2010, había 642 personas residiendo en Selby. La densidad de población era de 348,14 hab./km². De los 642 habitantes, Selby estaba compuesto por el 96.73% blancos, el 0% eran afroamericanos, el 2.02% eran amerindios, el 0% eran asiáticos, el 0% eran isleños del Pacífico, el 0% eran de otras razas y el 1.25% pertenecían a dos o más razas. Del total de la población el 0.47% eran hispanos o latinos de cualquier raza.